# ViolaWWW
ViolaWWW ist ein eingestellter Webbrowser für Unix. Er wurde in den frühen 1990er Jahren entwickelt und war einer der ersten bekannten Webbrowser für den Zugang zum World Wide Web. ViolaWWW wurde während dieser Zeit von der European Organization for Nuclear Research (CERN) favorisiert.

## Entstehung
Viola war ursprünglich die Erfindung von Pei-Yuan Wei, einem Studenten an der Experimental Computing Facility der University of California, Berkeley. Sein Interesse an grafisch basierender Software begann mit HyperCard, einem der ersten kommerziell auf breiter Basis verfügbaren Hypertext-Systeme, mit dem er erstmals 1989 in Berührung kam. Mit Hilfe nur eines X-Terminal-Zuganges und einem HyperCard-Handbuch schuf Pei-Yuan Wei die erste Version von Viola, indem er die vorhandenen Konzepte übernahm und für das X Window System implementierte.

### Viola 0.8
Im Jahr 1991 wurde Viola 0.8 veröffentlicht. Kurze Zeit später wurde Viola 0.8 von O’Reilly Books, einem technischen Verleger, dazu genutzt, um deren Global-Network-Navigator-Website anzuzeigen und zu veröffentlichen. 1992, nach kurzer Weiterentwicklung, war Viola der erste Browser, der erweiterte Funktionen wie skriptfähige Objekte, Stylesheets und Tabellen beinhaltete bzw. ermöglichte.

## Besonderheiten
Viola verfügte über ein Toolkit, ein Werkzeug für die Entwicklung und Unterstützung von Visual Interactive-Media-Anwendungen, welches auf einer Multimedia-Web-Browser Anwendung basierte. Viola lief unter X Window System und konnte verwendet werden, um komplexe Hypermedia-Anwendungen, die mittels HTML 3.0 (die zur damaligen Zeit neueste Version von HTML) aufgebaut waren, mit Funktionen wie Applets und anderen interaktiven Inhalten zu versehen.
Viola war seiner Zeit voraus, da er bereits folgende Funktionen erhielt:
- Client-seitiges Einbinden von Dokumenten, Vorläufer der Frames, oder Syndizierungen via JavaScript, das noch heute häufig verwendet wird
- Ein einfacher Stylesheet-Mechanismus zum Einsetzen von Informationen wie Schriften, Farben und Ausrichtungen in einem Dokument. Noch bevor Cascading Style Sheets (CSS) 1998 entwickelt wurde, setzte Viola diese Bereiche bereits sehr gut um
- Ein Sidebar-Panel für die Anzeige von Metainformationen, Navigationslinks und anderen Informationen, ähnlich den Merkmalen in heutigen, modernen Browsern
- Eine Skriptsprache, die es ermöglichte in einem HTML-Dokument interaktive Scripts und Applets einzubetten. Diese Skriptsprache kann als Vorstufe zum heutigen JavaScript gesehen werden.